# Arminia Ludwigshafen
Arminia Ludwigshafen – niemiecki klub piłkarski, grający obecnie w Oberlidze Südwest (odpowiednik piątej ligi), mający siedzibę w mieście Ludwigshafen am Rhein (w dzielnicy Rheingönheim), leżącym w Nadrenii-Palatynacie.

## Historia
- 01.09.1903 – został założony jako 1. FC Arminia Ludwigshafen
- 1937 – połączył się z Turn- und Sportgemeinde Rheingönheim
- 1945 – został rozwiązany
- 16.10.1945 – został na nowo założony jako 1. FC Arminia Rheingönheim
- ??.10.1949 – zmienił nazwę na FC Arminia 03 Rheingönheim
- 1969 – zmienił nazwę na FC Arminia 03 Ludwigshafen

## Sukcesy
- 9 sezonów w Amateurlidze Südwest (3. poziom): 1966/67-1968/69 (jako Arminia Rheingönheim) i 1969/70-1974/75.
- 7 sezonów w 2. Amateurlidze Vorderpfalz (4. poziom): 1952/53-1955/56 i 1963/64-1965/66 (jako Arminia Rheingönheim)
- 3 sezony w Bezirkslidze Vorderpfalz (4. poziom): 1975/76-1977/78.
- 10 sezonów w Bezirkslidze Vorderpfalz (5. poziom): 1978/79-1987/88.
- 3 sezony w Verbandslidze Südwest (5. poziom): 2005/06-2007/08.
- 3 sezony w Verbandslidze Südwest (6. poziom): 2008/09-2010/11.
- mistrz 2. Amateurliga Vorderpfalz (4. poziom): 1966 (jako Arminia Rheingönheim, awans do Amateurligi Südwest)
- mistrz Verbandsliga Südwest (6. poziom): 2011 (awans do Oberligi Südwest)